# Hệ thống quản lý nội dung web
Hệ thống quản lý nội dung web (Web content management system - WCM hoặc WCMS)  là hệ thống quản lý nội dung phần mềm (CMS) dành riêng cho nội dung web. Nó cung cấp các công cụ quản trị, cộng tác và quản trị trang web giúp người dùng có ít kiến thức về ngôn ngữ lập trình web hoặc ngôn ngữ đánh dấu tạo và quản lý nội dung trang web. Một WCMS cung cấp nền tảng cho sự hợp tác, cung cấp cho người dùng khả năng quản lý tài liệu và đầu ra để chỉnh sửa và tham gia của nhiều tác giả. Hầu hết các hệ thống sử dụng kho lưu trữ nội dung hoặc cơ sở dữ liệu để lưu trữ nội dung trang, siêu dữ liệu và các tài sản thông tin khác mà hệ thống cần.
Một lớp trình bày (công cụ mẫu) hiển thị nội dung cho khách truy cập trang web dựa trên một tập hợp các file mẫu, đôi khi là các tệp XSLT.
Hầu hết các hệ thống sử dụng bộ nhớ đệm phía máy chủ để cải thiện hiệu suất. Điều này hoạt động tốt nhất khi WCMS không được thay đổi thường xuyên nhưng lượt truy cập diễn ra thường xuyên. Quản trị cũng thường được thực hiện thông qua các giao diện dựa trên trình duyệt, nhưng một số hệ thống yêu cầu sử dụng máy khách béo.